# GSC3725-1714
GSC3725-1714 — хімічно пекулярна зоря спектрального класу A3, що має видиму зоряну величину в смузі V приблизно 11,0.